# سان دينوكس
سان دينوكس (بالفرنسية: Saint-Denœux)‏ هي بلدية تقع في إقليم باد كاليه من منطقة نور با دو كاليه في شمال فرنسا. تبلغ مساحة هذه المدينة 4.03 (كم²)، وترتفع عن سطح البحر 44 م، يبلغ عدد سكانها 123 نسمة حسب إحصاء المعهد الوطني للإحصاء والدراسات الاقتصادية سنة 2009 م. وترأس Marcel Muselet البلدية خلال فترة (2008-2014).